# آبشار فیتور شو
آبشار فیتور شو (به انگلیسی: Feature Show Falls) آبشاری است که در ایالت واشینگتن، ایالات متحده آمریکا واقع شده و ارتفاع کلی ریزشگاه آن ۱۸۰ فوت (۵۵ متر) است.